# Valentine Gamoto
 Valentine Gamoto Mateyase , né à Ngao li le 3 septembre 1980, est une femme politique de la République démocratique du Congo et députée nationale, élue de la circonscription de Bosobolo dans la province du Nord-Ubangi,,,.

## Biographie
Valentine Gamoto Mateyase est né à Ngao li le 3 septembre 1980, élu député national dans la circonscription électorale de Bosobolo dans la province du Nord-Ubangi, il est membre du parti politique Parti du peuple pour la reconstruction et la démocratie (PPRD).